# Alberto Acosta
Alberto Acosta (* 23. srpen 1966) je bývalý argentinský fotbalista.

## Reprezentace
Alberto Acosta odehrál 19 reprezentačních utkání. S argentinskou reprezentací se zúčastnil Copa América 1993, 1995.

## Statistiky
| Argentina | Argentina | Argentina |
| Roky      | Záp.      | Góly      |
| --------- | --------- | --------- |
| 1992      | 6         | 1         |
| 1993      | 9         | 0         |
| 1994      | 0         | 0         |
| 1995      | 4         | 2         |
| Celkem    | 19        | 3         |